# Интернет-преступность в России
Интернет-преступность в России — относится к категории преступлений в сфере компьютерной информации и относится к субинституту «Преступления против общественной безопасности и общественного порядка».
Данная группа посягательств являются институтом особенной части уголовного законодательства России, ответственность за их совершение предусмотрена гл. 28 УК РФ. В качестве самостоятельного института впервые выделен УК РФ 1996 года. Видовым объектом рассматриваемых преступлений являются общественные отношения, связанные с безопасностью информации и систем обработки информации с помощью ЭВМ.
По УК РФ преступлениями в сфере компьютерной информации являются: неправомерный доступ к компьютерной информации (ст. 272 УК РФ), Создание, использование и распространение вредоносных компьютерных программ (ст. 273 УК РФ), Нарушение правил эксплуатации средств хранения, обработки или передачи компьютерной информации и информационно-телекоммуникационных сетей (ст. 274 УК РФ).
Общественная опасность противоправных действий в области электронной техники и информационных технологий выражается в том, что они могут повлечь за собой нарушение деятельности автоматизированных систем управления и контроля различных объектов, серьёзное нарушение работы ЭВМ и их систем, несанкционированные действия по уничтожению, модификации, искажению, копированию информации и информационных ресурсов, иные формы незаконного вмешательства в информационные системы, которые способны вызвать тяжкие и необратимые последствия, связанные не только с имущественным ущербом, но и с физическим вредом людям.
Неправомерный доступ к компьютерной информации (ст. 272 УК РФ), а также Создание, использование и распространение вредоносных компьютерных программ (ст. 273 УК РФ) совершаются только путём действий, в то время как Нарушение правил эксплуатации средств хранения, обработки или передачи компьютерной информации и информационно-телекоммуникационных сетей (ст. 274 УК РФ) — путём как действий, так и бездействием.
Неправомерный доступ к компьютерной информации и нарушение установленных правил эксплуатации ЭВМ, системы ЭВМ или их сети сформулированы как преступления с материальным составом, а создание либо использование вредоносных программ для ЭВМ — с формальным. В качестве последствий в ст. 272 и 274 УК указываются: уничтожение, модификация, блокирование либо копирование информации, нарушение работы ЭВМ или системы ЭВМ, причинение существенного вреда и т. п.
В России борьбой с преступлениями в сфере информационных технологий занимается Управление «К» МВД РФ и отделы «К» региональных управлений внутренних дел, входящие в состав Бюро специальных технических мероприятий МВД РФ.
Сеть Интернет (в том числе в составе понятия «информационно-телекоммуникационная сеть») в УК РФ упоминается нескольких статьях.